# Santa Martha, Texcoco
Santa Martha är en ort i Mexiko, tillhörande kommunen Texcoco i delstaten Mexiko. Santa Martha ligger i den centrala delen av landet och tillhör Mexico Citys storstadsområde. Orten hade 2 314 invånare vid folkräkningen 2010.